# Велике Поле (Архангельська область)
Велике Поле (рос. Великое Поле) — присілок в Коноському районі Архангельської області Російської Федерації.
Населення становить 14 осіб. Входить до складу муніципального утворення Тавреньгське сільське поселення.

## Історія
Від 2004 року входить до складу муніципального утворення Тавреньгське сільське поселення.

## Населення
| 2002 | 2010 | 2012 |
| ---- | ---- | ---- |
| 31   | ↘16  | ↘14  |